# 5196 Bustelli
5196 Bustelli è un asteroide della fascia principale. Scoperto nel 1973, presenta un'orbita caratterizzata da un semiasse maggiore pari a 2,7013825 UA e da un'eccentricità di 0,1379182, inclinata di 13,21545° rispetto all'eclittica.